# Garfield et Cie
Garfield et ses amis Garfield Originals
Garfield et Cie (The Garfield Show) est une série télévisée d'animation franco-américaine créée d'après l'univers de la bande dessinée américaine Garfield de Jim Davis (éditée en France chez Dargaud et au Québec chez Presses Aventure), et développée par Dargaud Media à Paris, il est également la première et la seule série animée à être en 3D, diffusée entre le 22 décembre 2008 et le 27 avril 2015 sur France 3.
En France, elle est tout d’abord programmée sur la chaîne France 3 dans l’émission Toowam puis dans Ludo du 22 décembre 2008 à 2020, à partir de 2010, sur la chaîne Boomerang et depuis le 25 octobre 2021 sur Gulli.
Aux États-Unis, la série est diffusée sous le nom de The Garfield Show depuis le 2 novembre 2009 sur Cartoon Network et au Canada sur YTV. Au Québec, la diffusion débute à l'automne 2009 sur Radio-Canada.

## Synopsis
La série met en scène les aventures mouvementées de Garfield, un chat paresseux et gourmand. Garfield et son ami Odie vivent chez leur maître maladroit Jon Arbuckle.

## Fiche technique
- Titre original et français : Garfield
- Producteurs : Jim Davis et Robert Réa
- Producteurs associés : Marie-Pierre Moulinjeune, Steve Balissat et Kim Campbell
- Producteur exécutif : Mark Evanier
- Réalisateur : Philippe Vidal
- Scénaristes : Mark Evanier, Mathilde Maraninchi, Antonin Poirée, Peter Berts, Christophe Poujol, Thomas Forwood, Baptiste Heidrich, Julien Monthiel, Christelle Chatel, Dodine Herry-Grimaldi, Emmanuelle Aubert, Julien Magnat, Jim Davis, Kim Campbell, Philippe Vidal, Laurent Bounoure, Jean-Noël Gabilan, Mike Puley, Samuel Barksdale, Wally Wingert.
- Musique : Laurent Bertaud et Jean Christophe Prudhomme

## Distribution

### Voix principaux
- Gérard Surugue : Garfield
- Michel Dodane : Garfield (voix de remplacement)
- Gregg Berger : Odie
- Julien Kramer : Odie (épisode Trop fort, Odie ! uniquement)
- Bruno Choël : Jon Arbuckle
- Gilbert Lévy : Monsieur Parker, Squeak, Dr Whipple, Prince, Bruno, Mascarpone, voix additionnelles
- Véronique Soufflet : Arlène, Liz Wilson, Drusilla et Minerva, Tante Sylvie, voix additionnelles
- Marc Saez : Nermal, Vito, Nathan, Professeur Franz, Biff
- Philippe Bozo : Harry, Donatien, Professeur Franz (1ère saison), voix additionnelles
- Éric Missoffe : Eddie Gourmand, Albert Lingot le facteur, Hercule, voix additionnelles
- Dorothée (saison 4) : voix additionnelles
- Brigitte Lecordier (saison 4) : voix additionnelles
- Caroline Combes (saison 4) : voix additionnelles

### Voix additionnelles
- Gilbert Lévy : Luigi (épisode Quand les souris dansent), Mama Meany (épisode Razzia sur la pizza), Ralph (épisode Chat des champs), La balance parlante de Liz (épisode Chat contre balance), Cousin McGregor (épisode Chacun chez soi), Dr. Sois-Bien-Sage (épisode Chat noir, chat blanc), Ange (épisode Mi-ange, miaou)
- Véronique Soufflet : Doc Terreur (épisode Chat contre balance), L'ordinateur du char de l'Attrape-Bébêtes 3000 (épisode Chasse au chat)
- Marc Saez : Dr Somnanbulo (épisode Charlatan), Fred (épisode Chafouin), Max (épisode À bon chat, bon rat)
- Éric Missoffe : L'Attrape-Bébêtes 3000 (épisode Chasse au chat)

### Version française
- Studio de doublage : Lylo
- Direction artistique : Gilbert Lévy

## Personnages
- Garfield: Est un chat orange rayé noir, enrobé, égoïste et paresseux dont les principales occupations sont manger des lasagnes, dormir, regarder la télévision, s’amuser et embêter Odie  et protagoniste principal de la série
- Jon Arbuckle: Est un homme sympathique et ordinaire habitant une maison en banlieue. La seule chose dont Jon semble manquer est d'une relation sérieuse, même s’il fréquente Liz, la vétérinaire de Garfield et d’Odie. Les gens le surnomment « L'Homme au gros chat orange » et deutéragoniste de la série
- Odie: Est un chien, le second animal de compagnie de Jon Arbuckle. Un peu bête, il montre une amitié sans borne pour Garfield et Jon, n’hésitant pas à le prouver régulièrement à grands coups de langue baveuse et puante et tritagoniste de la série
- Liz Wilson: Est la vétérinaire d’Odie et de Garfield, qui est également la petite amie de Jon
- Squeak: Est une souris grise, qui devient l'ami de Garfield
- Les souris: lis sont confrères de Squeak dont on ne connait pas les noms
- Arlène: Est une chatte rose, dont Garfield est amoureux
- Nermal : « le chaton le plus mignon du monde » (selon ses dires). Ennemi juré de Garfield
- Vito : le cuisinier italien et patron de la pizzeria Chez Vito, située au 64 rue Jim Davis
- Eddie Gourmand : un critique culinaire, obèse, joyeux et à la voix ridicule. Ses recettes à la télévision font saliver Garfield
- Harry : un chat de gouttière par excellence. Il aime plus que tout la liberté et préfère largement le confort d’un buisson à celui d’un canapé
- Drusilla et Minerva : les nièces de Jon qui veulent toujours jouer avec Garfield. Elles ont de telles ressemblances qu'elles-mêmes se confondent. Elles pourchassent Garfield (ce qui le terrorise) et parfois Odie pour les habiller avec des robes et les maquiller
- Tante Sylvie (Aunt Ivy en VO) : l'affreuse et détestable tante de Jon
- Nathan : un enfant, voisin et ennemi de Garfield, qui ne pense qu'à conquérir le monde et à fabriquer des machines diaboliques
- Donatien (dit Donnie) (Doc Boy en VO) : le frère de Jon, qui possède une ferme à la campagne. Il déteste qu'on l'appelle "Donnie", surnom que Jon ne se retient pas d'utiliser allègrement
- Mme Chaudron : la voisine de Jon, qui est en réalité une sorcière

## Épisodes

### Première saison (2008-2009)
Diffusée du 22 décembre 2008 au 15 juin 2009.
1. Lasagne et castagne
2. Quand les souris dansent
3. Razzia sur la pizza
4. Maman Garfield
5. Comme chat et chien
6. Félin pour l'autre
7. Désaccords d'accordéon
8. La farce du dindon
9. Chair de poule
10. Agent content
11. Catzilla
12. Ma vie de chien
13. Nermal s'incruste
14. Cherche Pooky désespérément
15. Odie-Garou
16. Qui mange qui ?
17. Chat des champs
18. Mauvais Perdant
19. Télé réalité
20. Pas de chance
21. Histoire d'os
22. Robot pas beau
23. Chat contre balance
24. Charlatan
25. Les Égyptochats
26. Charivari
27. Chassé croisé
28. Chat échaudé
29. Le futur peut attendre
30. Chat au débotté
31. Commandant costaud
32. Poisson chat
33. Chaperon jaune
34. La langue au chat
35. Souriez !
36. Chaos
37. Chafouin
38. Chahut de Noël
39. Chacun chez soi
40. Pas de quoi fouetter un chat
41. Chagrin voisin
42. Les chiens ne font pas des chats
43. Chameau de chat !
44. Paradis à souris
45. La peste à la maison
46. Chat perché
47. Tu charries !
48. Chapeau !
49. Odie au top
50. Chamaillerie
51. Dégel Rebelle
52. Chasse au chat

### Deuxième saison (2010)
Diffusée du 21 juin au 27 juillet 2010.
1. Chaleur du foyer (partie 1)
2. Chaleur du foyer (partie 2)
3. Chaton mignon
4. Château hanté
5. Chavirants chaussons
6. Chapons partout
7. Les chats ne font pas des chiens
8. Chasseur sachant chasser
9. Chat plane pour moi
10. Chacun sa chance
11. Charmes et Cie
12. Atchaoum !
13. Châteaubriand spatial
14. À bon chat, bon rat
15. Un chaperon pour Odie
16. Charité bien ordonnée
17. Chat teigne
18. Charmes des champs
19. Chapardages
20. Chapeau le chef !
21. Le château de l'araignée
22. Une chatière pour deux
23. Chat en rogne
24. Ciao chat !
25. Chardonneret du bonheur
26. Le chatoyant Eddie
27. Télé à chat
28. Maison folle
29. Petits tours en famille
30. Ne quittez pas
31. Pâté pour chat
32. À mignon mignon et demi
33. Mais où est Odie ?
34. Le chat, la poule et le renard
35. Mauvais génie
36. Un ami encombrant
37. Chasse au trésor
38. Un, deux, trois Garfield !
39. Pizza à gogo
40. Le haricot magique
41. Détective Odie
42. Chacun sa place
43. Amours et lasagnes
44. Chat noir, chat blanc
45. La pluie et le beau temps
46. Devinettes
47. Hibernation
48. Prince trop charmant
49. Taupe pas modèle
50. C'est pas la joie
51. Vague de chaleur (partie 1)
52. Vague de chaleur (partie 2)

### Troisième saison (2011-2012)
Diffusée du 31 décembre 2011 au 18 août 2012.
1. Mi-ange, miaou
2. Garfield voit double
3. Il était un chat… (partie 1)
4. Il était un chat… (partie 2)
5. Il était un chat… (partie 3)
6. Il était un chat… (partie 4)
7. Chat fait loi
8. Chat veut rigoler
9. Chat ira mieux demain
10. Le retour du Vengeur à la cape
11. Agent double
12. Jurassic Odie
13. Nermal super méchant
14. Pooky 1er
15. Monstro-Garfield et Cie
16. Ce n'est pas chat du tout
17. Chat baigne
18. Mime-moi chat
19. Bienvenue Mme Furet !
20. Chat glagla
21. Biff se rebiffe
22. Donnie, Gloria et moi
23. Garfield et le secret de Zabadu (partie 1)
24. Garfield et le secret de Zabadu (partie 2)
25. Garfield et le secret de Zabadu (partie 3)
26. Garfield et le secret de Zabadu (partie 4)
27. Garfield ici et encore là
28. Charmante sorcière
29. Garfield et l'ennemi invisible
30. Il faut stopper Mme Furet
31. Trop fort, Odie !
32. La mystérieuse machine
33. Nermal et Cie
34. Chat des villes
35. Un régime au poil
36. Mon ami Nermal
37. Fugitifs à quatre pattes
38. Mais ou est Odie ?
39. Jon, vedette malgré lui
40. La revanche des Égyptochats
41. Al, mon meilleur ennemi
42. Les potins de Garfield
43. Les tribulations d'un chat en Chine (partie 1)
44. Les tribulations d'un chat en Chine (partie 2)
45. Les tribulations d'un chat en Chine (partie 3)
46. Les tribulations d'un chat en Chine (partie 4)
47. Garfield et les lasagnes d'or
48. Un monde pas très rond
49. La sorcière et son prince charmant
50. Essaie encore, Garfield
51. Odie le sage
52. Qui pourra arrêter Mme Furet ?

### Quatrième saison (2013-2014)
Diffusée du 23 février 2013 au 8 mars 2014.
1. Aventures Africaines 1 : Zoo mélodie
2. Aventures Africaines 2 : Bienvenue en Afrique
3. Aventures Africaines 3 : La vie au grand air
4. Aventures Africaines 4 : Le chat des chats
5. Aventures Africaines 5 : Ouvrez les cages !
6. Ensorcelés 1 : Abigaïl, apprentie sorcière
7. Ensorcelés 2 : À l'école des sorcières
8. Ensorcelés 3 : La sorcière au cœur de pierre
9. Ensorcelés 4 : La course contre la sorcière
10. Ensorcelés 5 : Au bal des sorcières
11. Méchantes machines 1 : Téléphones à tout faire
12. Méchantes machines 2 : Métalliquement vôtre
13. Méchantes machines 3 : Tactique robotique
14. Méchantes machines 4 : Espoir à Sprocket
15. Méchantes machines 5 : Les robots se dérobent
16. Le mignon, la brute et le méchant 1 : Très à l'Ouest
17. Le mignon, la brute et le méchant 2 : Les moustachus
18. Le mignon, la brute et le méchant 3 : Pour des lasagnes
19. Le mignon, la brute et le méchant 4 : Miss Kitty
20. Le mignon, la brute et le méchant 5 : Le canyon doré
21. Contre Vents et marées 1 : À l'abordage !
22. Contre Vents et marées 2 : L'île aux pirates
23. Contre Vents et marées 3 : Drôles de dindes
24. Contre Vents et marées 4 : Comme des sardines
25. Contre Vents et marées 5 : Au service de sa Majesté
26. Arbre à lasagnes 1 : Il faut sauver Vito
27. Arbre à lasagnes 2 : La légende de l'arbre
28. Arbre à lasagnes 3 : Tous en gondole
29. Arbre à lasagnes 4 : Mama et mama
30. Arbre à lasagnes 5 : L'arbre à lasagnes
31. L'échappée sauvage 1 : L'appel de la nature
32. L'échappée sauvage 2 : Promenons-nous dans les bois
33. L'échappée sauvage 3 : Nermal voit rose
34. L'échappée sauvage 4 : Les ailes du désert
35. L'échappée sauvage 5 : Ratons, coyotes et félins
36. Double Vision
37. Ma Cousine Pétunia
38. Un aboiement entêtant
39. Garfception
40. Tout pour les souris
41. Qui crie au chat…
42. Moutons frissons
43. Le chat, la tarte et la terreur sur pattes
44. Mange mon fils
45. 3 ça suffit !
46. Où est tante Sylvie ?
47. Garfield roi des gâteaux
48. Une mimi petite souris
49. Plus moi putois
50. Jon se dégonfle
51. Mon chat, ce chien
52. Le monde sans Garfield
53. Plus peur que son ombre
54. Cette nuit, tous les chats sont gris

### Cinquième saison (2015) -La Révolte des rongeurs
Diffusée du 27 avril 2015.
1. Rat des villes rat méchant
2. Rongeurs squatteurs
3. La revanche de Rat-Zo
4. Sérénade en rat majeur

### Spéciaux (2011-2015)
Diffusée du 31 décembre 2011 au 27 avril 2015.
1. Il était un chat…
2. Garfield et le secret de Zabadu
3. Les tribulations d'un chat en Chine
4. Aventures Africaines
5. Ensorcelés
6. Méchantes machines
7. Le mignon, la brute et le méchant
8. Contre Vents et marées
9. Arbre à lasagnes
10. L'échappée sauvage
11. La Révolte des rongeurs

## Diffusion internationale
| Pays        | Chaînes                                             | Première Diffusion et arrêt |
| ----------- | --------------------------------------------------- | --- |
| Royaume-Uni | Boomerang                                           | 4 mars 2008 |
| États-Unis  | Cartoon Network                                     | 2 novembre 2009 (saison 1) 13 décembre 2010 (saison 2) 4 septembre 2012 (saison 3) 6 octobre 2015 (saison 4) 24 octobre 2016 (saison 5) |
| Irlande     | TG4                                                 | 4 mars 2011 |
| Canada      | Télévision de Radio-Canada (français) YTV (anglais) | |
| Anglais     | G4, Studio Soi                                      | Sp. version, 11 juin 2011 |
| Allemagne   | Cartoon Network, KI.KA                              | 12 juillet 2012 |
| France      | France 3 Boomerang France 4 Gulli                   | 2021-encore en diffusion seulement pour Gulli                                                                                           |
| Hongrie     | Boomerang, RTL Klub, Cartoon Network                | 19 janvier 2009 |
| Espagne     | Boing                                               | 19 janvier 2009 |
| Indonésie   | MNCTV                                               | 2011 - encore en diffusion |
| Belgique    | RTBF                                                | 2011 - encore en diffusion |
| Italie      | Boomerang, Boing                                    | 2013 - 2019 |
| Japon       | Cartoon Network                                     | 2013 - 2019 |
| Pologne     | Boomerang, Cartoon Network                          | 2010 - 2021 |
| Portugal    | Cartoon Network, RTP2, Boomerang                    | 2010 - 2021 |
| Roumanie    | Boomerang, Cartoon Network                          | 2011-2022 |
| Suède       | Cartoon Network, Boomerang                          | 2011-2017 |
| Suisse      | Télévision Suisse Romande                           | 2011-2017 |

## Sorties vidéo
L'édition en DVD est assurée par Citel vidéo.

### Zone 1 (2012-2026)
| Saison | Épisodes | Durée | Support                           | Appellation                         | Sortie originale | Sortie française |
| ------ | -------- | ----- | --------------------------------- | ----------------------------------- | ---------------- | ---------------- |
| 1      | 11       | 2h01  | DVD (1)                           | Lasagne et Castagne                 | 1er février 2012 | 1er février 2013 |
| 1      | 11       | 2h01  | DVD (1)                           | Souriez !                           | 12 février 2012  | 2 février 2013   |
| 1      | 10       | 1h50  | DVD (1) & Combo Blu-ray + DVD (1) | Chat perché                         | 3 mars 2012      | 3 mars 2013      |
| 1      | 10       | 1h50  | DVD (1)                           | Razzia sur la pizza                 | 4 mars 2012      | 4 mars 2013      |
| 1      | 10       | 1h50  | DVD (1)                           | Télé réalité                        | 4 mars 2012      | 4 mars 2013      |
| 2      | 10       | 1h50  | DVD (1)                           | Chat plane pour moi                 | 5 mars 2013      | 5 mars 2014      |
| 2      | 10       | 1h50  | DVD (1)                           | Chasse au trésor                    | 5 mars 2013      | 5 mars 2014      |
| 2      | 11       | 2h10  | DVD (1)                           | Vague de chaleur                    | 19 avril 2013    | 5 mars 2014      |
| 2      | 11       | 2h10  | DVD (1)                           | Garfield fête Noël                  | 19 avril 2013    | 5 mars 2014      |
| 2      | 10       | 1h55  | DVD (1)                           | Ciao Chat                           | 5 novembre 2014  | 6 mars 2014      |
| 3      | 8        | 2h09  | DVD (1)                           | Il était un chat !                  | 5 novembre 2014  | 6 mars 2014      |
| 3      | 9        | 2h09  | DVD (1)                           | Le secret de Zabadu                 | 9 novembre 2014  | 6 mars 2014      |
| 3      | 9        | 2h09  | DVD (1)                           | Les tribulations d'un chat en Chine | 9 novembre 2014  | 6 mars 2014      |
| 3      | 10       | 1h42  | DVD (1)                           | La revanche des Égyptochats         | 12 novembre 2014 | 7 mars 2015      |
| 3      | 9        | 1h42  | DVD (1)                           | Un régime au poil !                 | 12 novembre 2014 | 7 mars 2015      |
| 4      | 2        | 2h04  | DVD (1)                           | Apprenti sorcier                    | 19 novembre 2014 | 7 mars 2015      |
| 4      | 7        | 2h07  | DVD (1)                           | Très à l'Ouest                      | 19 novembre 2014 | 7 mars 2015      |
| 4      | 8        | ?     | DVD (1)                           | Zoo mélodie                         | ?                | ?                |
| 4      | 3        | ?     | DVD (1)                           | À l'abordage !                      | ?                | ?                |
| 4      | 6        | ?     | DVD (1)                           | Plus toi putois                     | ?                | ?                |
| 5      | 1        | 48    | DVD (1)                           | Rongeurs squatteurs                 | ?                | ?                |

### Zone 2 (2015-2018)
Chaque disque contient de nombreux bonus:
- 2,3 mini Making of (saison 6, US: 17 août 2015 / France: 5 septembre 2016)
- 5,6 épisodes Garfield tout court ou Conseils de Garfield (saison 6, US: 19 août 2015 / France: 17 août 2016)
- 2 fiches personnages (saison 7, UK: 29 août 2016 / France: 16 janvier 2017)
- 1 bande-annonce (saison 7, Irlande: 12 septembre 2016 / France: 19 janvier 2017)
- 3 fonds d'écran (saison 8, Irlande: nombre de la saison jusqu'au 16 janvier 2017 / France: 5 mai 2018)
- 1 masque à imprimer (saison 9, Canada: 16 janvier 2017 / France: 6 mai 2018)

## Produits dérivés

### Livres

#### Bandes dessinées
Une nouvelle série d'albums basée sur les scénarios de la série voit le jour au début de 2010. Elle est pour l’instant[Quand ?] composée de vingt tomes.
- Tome 1 : Poisson chat
- Tome 2 : Les Egyptochats
- Tome 3 : Catzilla
- Tome 4 : Chahut de Noël
- Tome 5 : Quand les souris dansent
- Tome 6 : Maman Garfield
- Tome 7 : Un conte de Noël (Chaleur au foyer)
- Tome 8 : Agent secret (Agent content)
- Tome 9 : Chaleur d'enfer (Vague de chaleur)
- Tome 10 : Chasse au facteur (Chafouin)
- Tome 11 : Charlatan
- Tome 12 : Lasagnes et castagnes
- Tome 13 : Le secret du Zabadou (Le Secret de Zabadu)
- Tome 14 : La revanche des Egyptochats
- Tome 15 : Les tribulations d'un chat en Chine
- Tome 16 : Star fatale
- Tome 17 : Un régime au poil
- Tome 18 : Le Vengeur à la cape
- Tome 19 : Un coup puant
- Tome 20 : L'apprenti sorcier

#### Livres petits formats (Éditions Albin Michel)
- Tome 1 :  Un agent secret trop bavard (Agent content)
- Tome 2 :  Tel chat, tel maître (Souriez !)
- Tome 3 :  Chacun chez soi (Chacun chez soi est déjà un épisode de la saison 1, le vrai titre est :  Château hanté)
- Tome 4 :  Nermal s'incruste
- Tome 5 :  Nermal est super moche (Chaton mignon)
- Tome 6 :  Un sacré facteur (Chafouin)
- Tome 7 :  Télé à chat
- Tome 8 :  Un prince trop charmant (Prince trop charmant)

#### En livre bibliothèque rose
- Tome 1 :  L'attaque des lasagnes (Lasagne et castagne)
- Tome 2 :  Odie est amoureux (Félin pour l'autre)
- Tome 3 :  C'est le monde à l'envers !  (Chassé croisé)
- Tome 4 :  Pizzas en danger !  (Razzia sur la pizza)
- Tome 5 :  Qui veut la peau de Pooky ?  (Cherche Pooky désespérément)
- Tome 6 :  Tout est bon dans le dindon !  (La farce du dindon)
- Tome 7 :  La chasse est ouverte !  (Quand les souris dansent)
- Tome 8 :  Un espion sur le dos  (Chasseur sachant chasser)
- Tome 9 :  Attention, chat fantôme ! (Château hanté)
- Tome 10 :  Mystère et boule de poils (Atchaoum !)
- Tome 11 :  Argent, gloire et pizzas (Chacun sa chance)
- Tome 12 :  SOS, souris en détresse !
- Tome 13 :  Une faim de furet
- Tome 14 :  Ne pas déranger !

### Développement
Garfield et Cie (The Garfield Show) est une série d'animation d'après la série éponyme Garfield, diffusée sur France 3 et France 4 en France et Cartoon Network en Amérique du Nord, puis rediffusée dès 2013 sur Boomerang.
Cette série s'inspire de l'univers de l'ancienne série d'animation Garfield, diffusée dès 1977.